# Projecció d'Aitoff

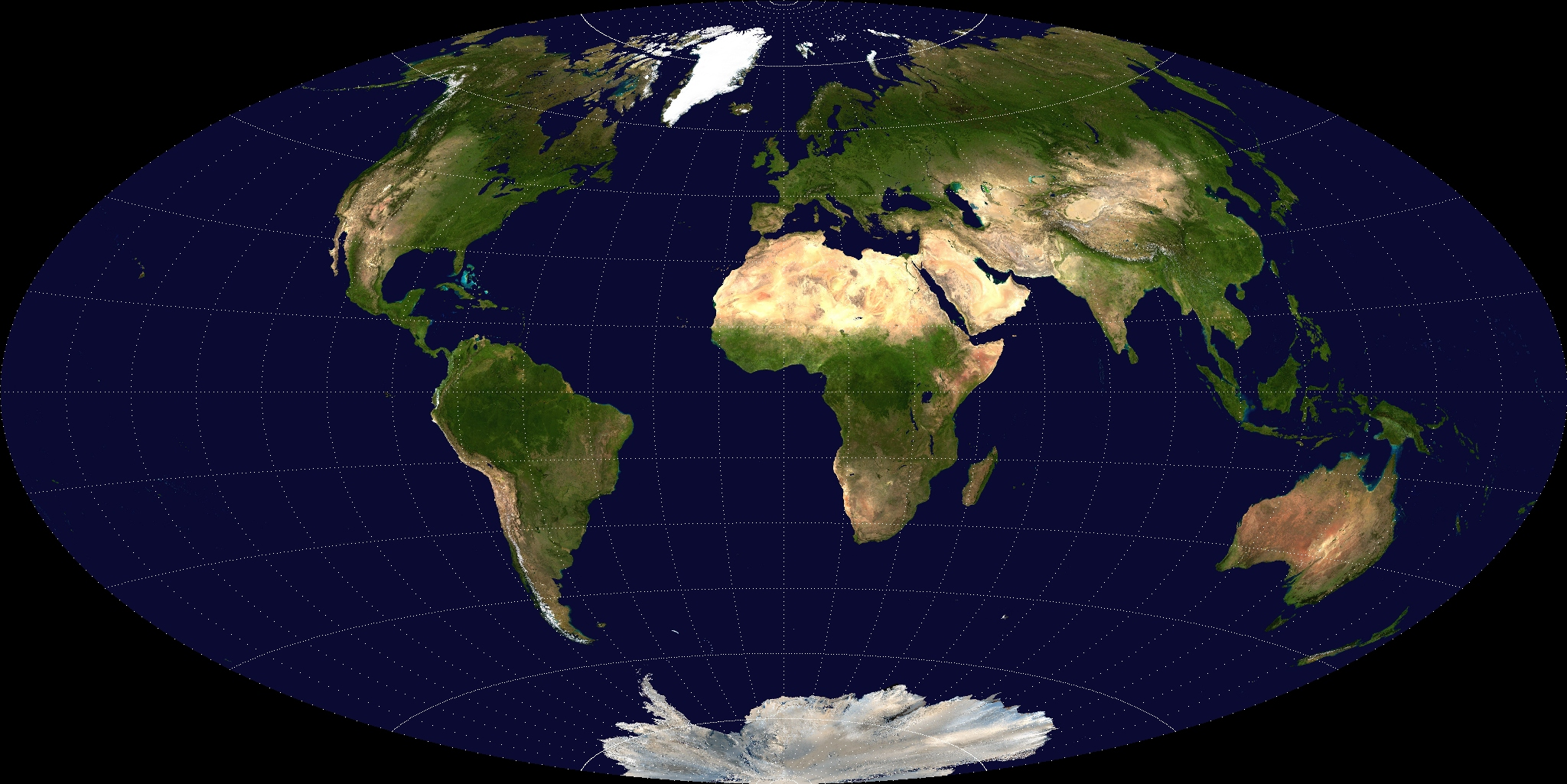
Mapa de la Terra segons una projecció d'Aitoff

La projecció de Aitoff és una projecció cartogràfica pseudo-azimutal que no és equivalent (distorsiona les proporcions de les àrees) i no és conforme (distorsiona les formes).
Aquesta projecció és un artefacte matemàtic, no una representació d'una construcció geomètrica.
Es construeix amb l'hemisferi central de la projecció azimutal equidistant afegint a banda i banda la resta del globus doblant l'escala horitzontal fins a formar una el·lipse el doble d'ample que d'alta. L'escala és constant al llarg de l'Equador i del meridià central.
Suposant una escala a l'Equador escala i un meridià central de longitud long0, aquestes són les equacions per a un mapa d'aspecte equatorial per a obtenir les coordenades cartesianes x, y en el pla per al lloc amb longitud long i latitud lat:
```
a = arccos(cos(lat) * cos((long - long0) /2))
x = escala * 2 * a * cos(lat) * sin((long - long0) /2) / sin(a)
y = escala * a * sin(lat) / sin(a)
```